# Harrying of the North

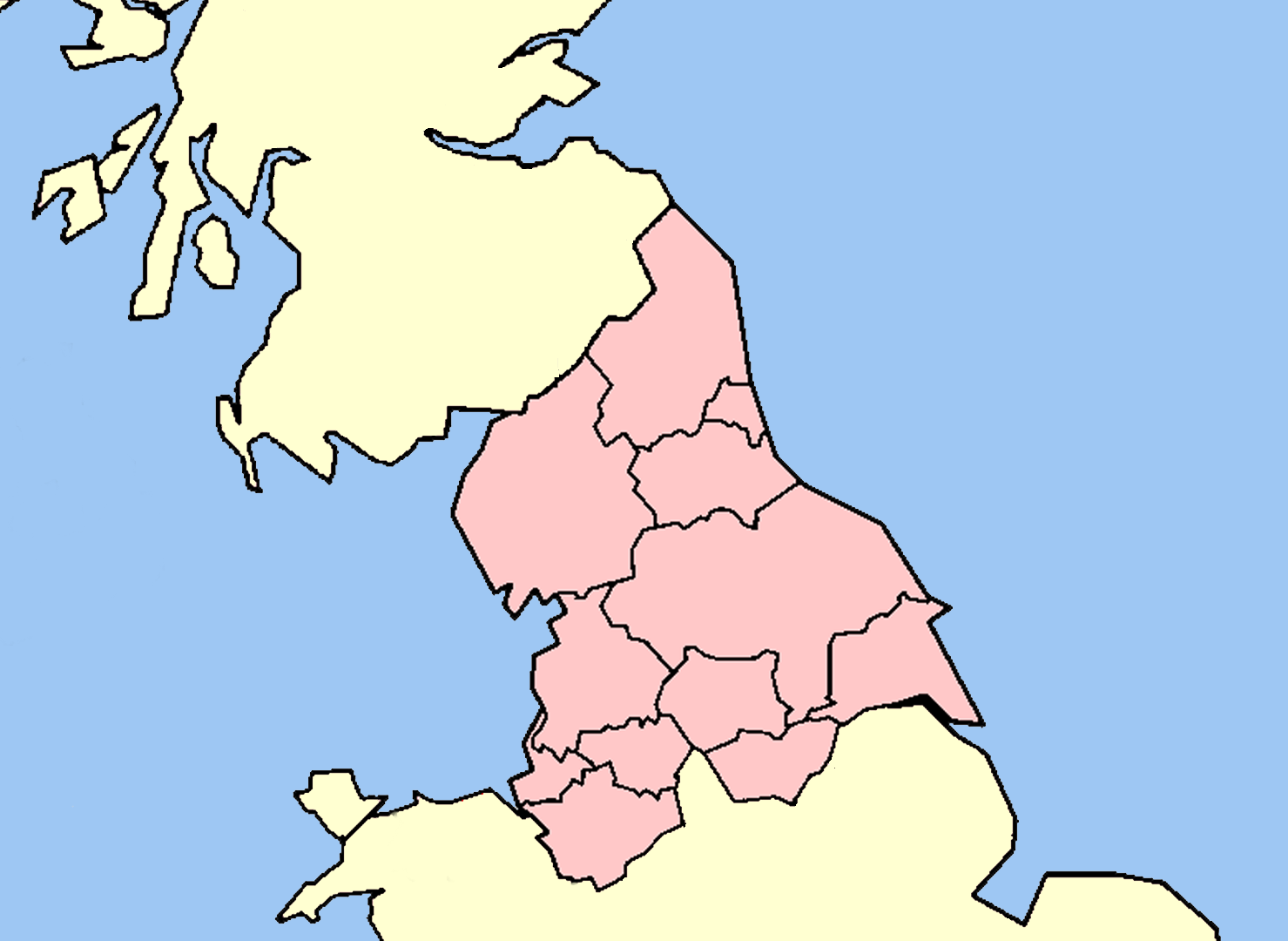
Het noorden van Engeland met de hedendaagse county-grenzen.

Met de eufemistische term Harrying of the North (Nederlands: Teistering van het noorden) wordt een reeks van militaire campagnes aangeduid die Willem de Veroveraar in de winter van 1069-1070 in Noord-Engeland voerde.
Deze campagnes waren onderdeel van de Normandische verovering van Engeland en maakten door middel van grootschalige verwoesting een einde aan de quasi-onafhankelijkheid van Noord-Engeland. Het effect was de relatieve "pacificatie" van de lokale bevolking en de vervanging van de lokale Anglo-Deense elite door Normandische heren.
Het dodental wordt door sommigen op meer dan 100.000 geschat met een aanzienlijke sociale, culturele en economische schade aan de samenleving. Als gevolg van deze verschroeide aarde-politiek raakten grote stukken land ontvolkt en werd een deel van de landbouwgrond enige tijd niet meer bebouwd, volgens het Domesday Book van bijna twee decennia later.

## Achtergrond
Op het moment van de Normandische verovering bestond het Noorden uit wat later de graafschappen Yorkshire, Durham en Northumberland in het oosten en de graafschappen Lancashire met de zuidelijke delen van Cumberland en Westmorland in het westen zouden worden. De bevolking van het noorden voor de verovering kan worden omschreven als "Angloscandinavisch". Haar cultuur was ontstaan door een vermenging van Vikingse en Angelsaksische tradities. Het Oudengelse dialect dat in Yorkshire werd gesproken, was waarschijnlijk niet te verstaan voor bewoners van het zuiden van Engeland. De noordelijke aristocratie was voornamelijk Deens van oorsprong. Verder was de communicatie tussen het noorden en zuiden moeilijk, deels door het terrein, deels door de slechte staat van de wegen. De meestgebruikte route tussen York en het zuiden was die over water per schip In 962 had Edgar de Vreedzame in ruil voor hun trouw juridische autonomie aan de noordelijke graven van de Danelaw toegekend. Dit had de bevoegdheden van de Angelsaksische koningen, die Edgar opvolgden, ten noorden van de Humber ingeperkt. het graafschap Northumbria strekte zich uit van de Tees in het zuiden tot de Tweed in het noorden.
Na de nederlaag van het Engelse leger en de dood van Harold Godwinson in de Slag bij Hastings, schaarde het Engelse verzet tegen de verovering zich rond Edgar Ætheling, een kleinzoon van Edmund, de halfbroer van Eduard de Belijder. Men beweert wel dat de Engelsen hun nederlaag erkenden, niet in Hastings, maar twee maanden later bij Berkhampstead toen Edgar en zijn aanhangers zich in 1066 overgaven aan Willem de Veroveraar. Van alle mannen die zich bij Berkhampstead overgaven zou alleen Ealdred, de bisschop van York, trouw blijven aan de Normandische koning. Willem kreeg te maken met een reeks van opstanden en schermutselingen aan de grenzen in onder andere Dover, Exeter, Hereford, Nottingham, Durham, York en Peterborough.
Copsi, een aanhanger van Tostig (een eerdere Angelsaksische graaf van Northumbria, die verbannen was door Eduard de Belijder), was een inwoner van Northumbria en zijn familie telde heersers  van Bernicia en soms Northumbria. Copsi had in 1066 samen met Tostig in Harald Hardrada's leger tegen Harold Godwinson gevochten in de Slag bij Stamford Bridge. Na de nederlaag van Harold Hardrada had hij echter weten te ontkomen. Toen Copsi zich in 1067 in Barking aan Willem de Veroveraar onderwierp, beloonde William hem door hem graaf van Northumbria te maken. Dit bleek voor Copsi geen onverdeeld genoegen. Reeds na vijf weken werd Copsi door Osulf, een zoon van graaf Eadulf III van Bernicia, vermoord. Toen deze Osulf op zijn beurt weer werd vermoord, kocht zijn neef, Cospatrick, het graafschap van Willem. Cospatrick was nog niet lang aan de macht toen hij zich in 1068 bij Edgar Ætheling aansloot in diens opstand tegen Willem de Veroveraar.
Na twee vermoorde graven en een derde, die hem in zijn optiek had verraden, besloot Willem de Veroveraar dat de tijd rijp was om persoonlijk in het graafschap Northumbria in te grijpen. Hij trok met zijn leger naar het noorden en kwam in de zomer van 1068 in York aan. De tegenstand smolt weg. Een deel van de leiders, onder wie Edgar, zochten hun toevlucht aan het hof van de Schotse koning Malcolm III.
Terug in Northumbria gooide Willem het over een andere boeg. In plaats van een Angelsaks, benoemde hij een Normandiër, Robert de Comines tot graaf. Ondanks waarschuwingen van de bisschop van Durham, Ethelwin, dat er een rebellenleger tegen hem werd gemobiliseerd, reed Robert met in gezelschap van zijn mannen op 28 januari 1069 Durham binnen. Daar werden hij en zijn mannen omsingeld en afgeslacht. De rebellen richtten nu hun aandacht op York waar zij het kasteel belegerden een groot aantal van Willems mannen doodden Willems reactie was snel en brutaal. Hij keerde terug naar York waar hij de belegeraars doodde of op de vlucht joeg.
Mogelijk aangemoedigd door de gevechten in het noorden, braken nu ook in andere delen van het land opstanden uit. William stuurde zijn graven eropuit om de problemen in Dorset, Devon en Shrewsbury op te lossen. Zelf maakte hij korte metten met de rebellen in de Midlands en in Stafford.
Edgar Ætheling had intussen steun gevraagd bij en gekregen van Sven Estridson, een neef van Knoet de Grote. Onder commando van zijn zonen stelde deze Deense koning een vloot van schepen samen. Deze vloot zeilde in de zomer van 1069 langs de oostkust van Engeland, waar zij her en der raids uitvoerden. De Denen plus hun Engelse bondgenoten slaagden erin de stad York te heroveren.
Daarop marcheerde Willem in de winter van 1069 zijn leger van Nottingham naar York met de bedoeling om een gevecht met het  rebellenleger aan te gaan. Tegen de tijd dat Willems leger York bereikte, was het rebellenleger echter gevlucht en was Edgar teruggekeerd naar Schotland. Aangezien zij geen geschikte plaats hadden om de winter op het land door te brengen, besloten de Denen terug te gaan naar hun schepen, in de Humberdelta. Na onderhandelingen met Willem kwam men tot een overeenstemming. Als Willem hen zou afkopen zouden zij naar huis, in Denemarken vertrekken zonder dat er een gevecht zou plaatsvinden.
Met de Denen terug in Denemarken lijkt het erop dat Willems geduld met de rebellen nu helemaal was uitgeput. Aangezien zij niet bereid waren om zijn leger in een veldslag te ontmoeten, ging hij over op een strategie die de steun voor het rebellenleger en hun  voedselvoorziening probeerde te vernietigen.

## De eigenlijkeHarrying
Willems strategie was een daad van genocide, die bekend kwam te staan als de Harrying of the North. Van de Humber tot de Tees verbrandde Willem hele dorpen. De bewoners werden afgeslacht. Voedselvoorraden en vee werden zoveel mogelijk vernietigd, opdat iedereen die de initiële slachtpartij wist te overleven in de komende winter alsnog aan de honger zou bezwijken. Het land werd symbolisch met zout in gezaaid om de productiviteit voor de komende decennia te vernietigen. De overlevenden werden soms tot kannibalisme gereduceerd.
Contemporaine biografen van Willem de Veroveraar beschouwden het als zijn wreedste daad en een zwarte smet op zijn ziel. De gebeurtenissen werden pas in bredere kring bekend na de opkomst van de Whig-geschiedschrijving. In zijn Ecclesiastical History schrijft de Anglo-Normandische kronikeur Ordericus Vitalis:

De koning liet zich door niets tegenhouden om zijn vijanden te bejagen. Hij doodde vele mensen en verwoeste huizen en land. Nergens anders had hij zo'n wreedheid getoond. Dit bewerkstelligde een echte verandering.
Tot zijn schande deed Willem geen moeite om de furie te beheersen; hij strafte de onschuldigen samen met de schuldigen. Hij gaf de opdracht om gewassen en kuddes, gereedschap en voedsel tot as te verbranden. Meer dan 100.000 mensen kwamen om van de honger.
Ik heb Willem in dit boek vaak geprezen, maar over deze vreselijke slachtpartij heb ik niets goed te zeggen. God zal hem straffen
—  Ordericus Vitalis, 12de eeuw.

Andere 12e-eeuwse kronieken zoals Willem van Malmesbury, Simeon van Durham en Florentius van Worcester doen van de Harrying verslag als een niet-acceptabele daad.
De verwoesting van het platteland moet enige tijd hebben aangehouden, aangezien het Domesday Book nog in 1086 voor landgoed na landgoed aangeeft wasteas est of hoc est vast (het is verlaten).
Oderic Vitalis werd in 1075 geboren en schreef zijn Ecclesiastical History ongeveer 55 jaar nadat de gebeurtenis zich daadwerkelijk hadden afgespeeld. Het is mogelijk dat het aantal van 100.000 in retorische zin werd gebruikt, aangezien de geschatte bevolking voor geheel Engeland, op basis van de 1086 Domesday telling ongeveer 2,25 miljoen bedroeg. Een aantal van 100.000 vertegenwoordigde dus een groot deel van de toenmalige Engelse bevolking (ca. ~4,5%).

## Afwikkeling
In 1071 benoemde Willem een nieuwe graaf van Northumbria, deze keer was het Walcher van Luik, een in Luik opgeleide Lotharinger. Walcher was de eerste niet-Engelse bisschop van Durham. Nu hij de bevolking effectief had onderworpen voerde Willem de Veroveraar in Yorkshire een grootscheepse vervanging uit van Anglo-Saksische-Scandinavische leiders door Normandische leiders. Hij verleende een van zijn meest vertrouwde volgelingen, Alan Rufus, in 1071 de Honour van Richmond. Dit gaf Alan de controle over York. Rond 1086 was Alan Rufus een van de rijkste en machtigste mannen in Engeland.
In Schotland huwde Malcolm in 1071 met de zuster van de Ætheling's, Margaretha. Edgar zocht steun bij Malcolm in zijn strijd tegen Willem. Het huwelijk van Malcolm en Margaretha had een diepgaande invloed op de geschiedenis van zowel Engeland als Schotland. De invloed van Margaretha en haar zonen bracht de Anglisatie van de Schotse laaglanden op gang en gaf de Schotse koning tevens een goed excuus voor gewapende uitstapjes naar het noorden van Engeland, waar hij kon claimen dat hij het onrecht kwam wreken dat zijn zwager was aangedaan.
De formele link tussen de koninklijke huizen van Schotland en Wessex was een duidelijke bedreiging voor Willem, die zijn leger in 1072 naar Schotland marcheerde voor een confrontatie met de Schotse koning. De twee koningen onderhandelden in 1072 het verdrag van Abernethy uit, waar Malcolm Willems vazal werd en waar ook werd bepaald dat Edgar Ætheling van het Schotse hof zou worden verbannen. Edgar Ætheling gaf zich in 1074 uiteindelijk aan Willem de Veroveraar over. Willem greep op de kroon was vanaf dat moment theoretisch onbetwist.
In 1080 werd bisschop Walcher door lokale Northumbrians vermoord. Als wraak trok Willem opnieuw met zijn leger op naar het noorden, waar hij al het land tussen York en Durham verwoestte.

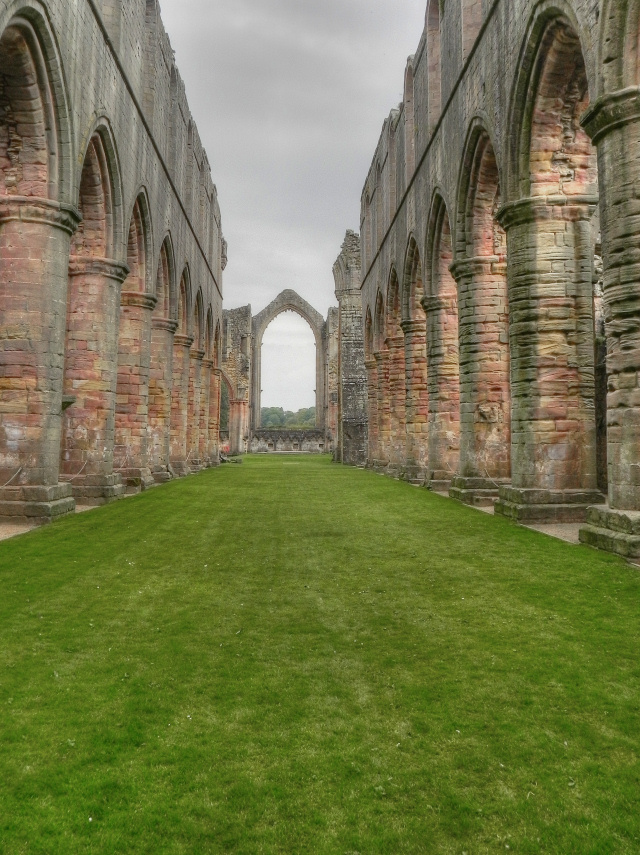
Fountains Abbey in Yorkshire, een verwoeste cisterciënzerse abdij, die in de 12e eeuw werd gesticht.

Als gevolg van de ontvolking zochten de Normandische landeigenaren kolonisten om de akkers te bewerken. Het bewijs suggereert dat de  baronnen bereid waren om land te verhuren aan een ieder die min or meer loyaal aan hen was. In tegenstelling tot de Vikingen in de eeuwen hiervoor, vestigden de Normandiërs zich niet op grote schaal in het Noorden. Zij bezetten alleen de topfuncties in de  samenleving. Daardoor kreeg de Anglo-Scandinavische cultuur de kans om tijdens de Normandische heerschappij te overleven. Het bewijs voor deze continuïteit kan worden gezien in het behoud van vele culture trekken:

Veel persoonlijke namen vanuit de tijd voor de verovering komen nog voor in oorkonden, die uit de periode van de 11e eeuw tot de 13e eeuw dateren. De krachtige noordelijke literaire traditie in de Middelengelse periode en zijn kenmerkende dialect suggereren ook de overleving van een Anglo-Scandinavische populatie. De relatieve schaarste aan Normandische plaatsnamen impliceert dat de nieuwe kolonisten alleen in de bovenste lagen van de maatschappij binnenkwamen. Het Domesday Book toont echter aan dat de Normandische overname in Yorkshire op dat niveau vrijwel compleet was.

Na de Normandische verovering ontvluchtten sommige Angelsaksen, vooral die van hogere komaf, het land. De voornaamste bestemmingen waren Schotland, Ierland of Scandinavië. De grootste uittocht zou zich vlak na de Harrying of the North in de jaren 1070 hebben voorgedaan, toen een groep adellijke Angelsaksen een vloot van 235 schepen zou hebben samengesteld. Na uit Engeland te zijn vertrokken kwam men na de nodige omzwervingen in het Middellandse zeegebied in het Byzantijnse Rijk terecht. Daar bestond op dat moment een grote behoefte aan huurlingen. De Angelsaksen zouden op enig moment het overheersende element in de Varangiaanse garde hebben gevormd, van waaruit de keizerlijke lijfwacht werd samengesteld. Tot dan toe was dit een grotendeels Scandinavische eenheid. Een deel van Engelse migranten zou land hebben toegewezen gekregen in de Byzantijnse grensgebieden aan de noordoostelijke Zwarte Zee-kust. Zij moesten dit land overigens zelf wel eerst veroveren op de heidenen.
De Normandiërs gebruikten de kerk als een agent voor hun kolonisatie. Na 1070 stichtten zij in de noorden verschillende kloosters. Voor de Harrying waren er geen kloosters ten noorden van Burton-upon-Trent. Van deze kloosters werd Fountains Abbey een van de grootste en rijkste Tegelijk met de stichting van de noordelijke kloosters bouwden de Normandiërs een flink  aantal mottekastelen in de streek.
Vanuit Normandisch oogpunt was de Harrying of the North een succesvolle strategie. Grote gebieden, waaronder Cheshire, Shropshire, Derbyshire en Staffordshire werden verwoest. Dit wordt bevestigd in het Domesday Book. De grootste verwoesting vond echter plaats in Yorkshire. Het doel van de Harrying of the North was het voorkomen van opstanden in Mercia en Northumbria. In dit doel slaagde men. Elders vonden echter nog wel opstanden plaats.

## Voetnoten
1. ↑  Forester, Thomas, Ed., The Chronicle of Florence of Worcester, Londen: Henry G. Bohn, 1854, blz. 174
2. 1 2  Vitalis, The Ecclesiastical history of England and Normandy, blz. 28
3. ↑  Huscroft, Ruling Engeland, 1042-1217. blz. 60
4. ↑  Dalton, Paul et al., Conquest, Anarchy and Lordship: Yorkshire, 1066–1154, Cambridge University Press 2002, ISBN 0-5215-2464-4, blz. 298
5. ↑  William E. Kapelle, The Norman Conquest of the North, blz. 5
6. 1 2 3  William E. Kapelle, The Norman Conquest of the North, blz. 11.
7. ↑  William E. Kapelle, The Norman Conquest of the North, blz. 7
8. 1 2  Horspool, The English Rebel, blz. 5-6.
9. ↑  Horspool, The English Rebel, blz. 7
10. ↑  Horspool, The English Rebel, blz. 8.
11. 1 2  William E. Kapel, The Norman Conquest of the North, blz. 103-106
12. 1 2 3  Horspool, The English Rebel, blz. 10
13. ↑  Stenton, Anglo-Saxon England, blz. 606
14. 1 2  ASC 1068. Engelse vertaling op Project Gutenberg.
15. ↑  Horspool. The English Rebel, blz. 11
16. 1 2  Horspool, The English Rebel, blz. 12.
17. ↑  ASC 1069 Engelse vertaling op Project Gutenberg.
18. ↑  William E. Kapel.. The Norman Conquest of the North, blz. 117
19. ↑  William E. Kapel, The Norman Conquest of the North, blz. 3
20. ↑  Horspool, The English Rebel, blz. 13
21. ↑  Forester, Thomas, The Chronicle of Florence of Worcester, blz. 174
22. ↑  Dalton, Conquest, Anarchy and Lordship: Yorkshire, 1066-1154. blz. 298
23. 1 2 3  Muir, The Yorkshire Countryside, blz.120-121
24. ↑  Bartlett, England Under the Norman and Angevin Kings, blz. 291
25. ↑  Fryde, et al. Handbook of British Chronology, blz. 241
26. ↑  ASC 1072. Engelse vertaling op Project Gutenberg.
27. ↑  Keats-Rohan, "Alan Rufus (d. 1093)" Oxford Dictionary of National Biography
28. ↑  Poole, From Domesday Book to Magna Carta, 1087-1216, 2e ed. (Oxford, Engeland: Oxford University Press, 1993), blz. 265
29. 1 2  Huscroft, Ruling England, blz. 1042-1217., blz. 61
30. ↑  Horspool, The English Rebel., blz. 14
31. ↑  Rollason,  Libellus de Exordio., blz. 218-220.
32. ↑  Hey, Yorkshire from AD 1000, blz. 19
33. ↑  Heath, Byzantine Armies, blz. 23
34. 1 2  Harper-Bill, A Companion to the Anglo-Norman World  in A Companion to the Anglo-Norman World, blz. 171.
35. ↑  Fountains Abbey History. University of Sheffield. Gearchiveerd op 15 september 2017.
36. ↑  Stenton, Anglo-Saxon England, blz. 605
37. ↑  Huscroft, Ruling England, 1042-1217., blz. 60